# Benoît Debie
Benoît Debie (Lieja, 1968) es un director de fotografía de origen belga. Es conocido por su trabajo en largometrajes como Irréversible (2002), Enter the Void (2009), The Runaways (2010) y Spring Breakers (2012).

## Biografía
Debie asistió al Institut des Arts de Diffusion (IAD), una escuela de cine belga. Tras graduarse, trabajó como asistente de cámara antes de aceptar trabajos de dirección de fotografía en varias series de televisión. Trabajó en este medio durante diez años, al tiempo que rodaba cortometrajes y anuncios publicitarios. El primer largometraje en el que participó como director de fotografía fue Irréversible, una polémica película de 2002 dirigida por Gaspar Noé, el cual se puso en contacto con él para rodar la película después de ver sus trabajos anteriores, concretamente un cortometraje titulado Un amor maravilloso (1999) dirigido por Fabrice Du Welz. El siguiente proyecto de Debie fue Innocence (2004), de Lucile Hadžihalilović, seguido de El jugador (2004), una película italiana dirigida por Dario Argento, y The Ordeal, otra colaboración con Fabrice du Welz. En 2006 fotografió el largometraje francés Locked Out.
Filmó Day Night Day Night, la primera película de Julia Loktev, estrenada en 2006, antes de volver a trabajar con sus anteriores colaboradores: en Vinyan (2008) con Fabrice du Welz y Enter the Void (2009) con Gaspar Noé. En 2010 fue director de fotografía de The Runaways, un biopic sobre la primera banda de Joan Jett, y en 2011 terminó de rodar la película de acción de Adrian Grunberg Get the Gringo. Trabajó en Spring Breakers de Harmony Korine en 2012 y en Every Thing Will be Fine de Wim Wenders al año siguiente. En 2013 fue contratado por el actor estadounidense Ryan Gosling (a quien Debie había conocido por primera vez en 1998) para rodar la película Lost River, que se filmó en 2013 y se estrenó en el Festival de Cannes de 2014. Volvió a trabajar con Noé en Lux Æterna y Vortex, sus más recientes filmes.

## Filmografía destacada
| Año  | Título                     | Director                 | Notas         |
| ---- | -------------------------- | ------------------------ | ------------- |
| 2002 | Irréversible               | Gaspar Noé               |               |
| 2004 | El jugador                 | Dario Argento            |               |
| 2004 | The Ordeal                 | Fabrice Du Welz          |               |
| 2004 | Innocence                  | Lucile Hadžihalilović    |               |
| 2006 | Locked Out                 | Albert Dupontel          |               |
| 2006 | Day Night Day Night        | Julia Loktev             |               |
| 2007 | Joshua                     | George Ratliff           |               |
| 2008 | Vinyan                     | Fabrice Du Welz          |               |
| 2008 | New York, I Love You       | Yvan Attal Shekhar Kapur | Dos segmentos |
| 2009 | Enter the Void             | Gaspar Noé               |               |
| 2009 | Carriers                   | Àlex Pastor David Pastor |               |
| 2010 | The Runaways               | Floria Sigismondi        |               |
| 2012 | Get the Gringo             | Adrian Grunberg          |               |
| 2012 | Spring Breakers            | Harmony Korine           |               |
| 2014 | Lost River                 | Ryan Gosling             |               |
| 2015 | Love                       | Gaspar Noé               |               |
| 2015 | Every Thing Will Be Fine   | Wim Wenders              |               |
| 2016 | La Danseuse                | Stéphanie Di Giusto      |               |
| 2016 | One More Time with Feeling | Andrew Dominik           | Documental    |
| 2017 | Submergence                | Wim Wenders              |               |
| 2018 | Climax                     | Gaspar Noé               |               |
| 2018 | The Sisters Brothers       | Jacques Audiard          |               |
| 2019 | The Beach Bum              | Harmony Korine           |               |
| 2019 | Lux Æterna                 | Gaspar Noé               |               |
| 2021 | Vortex                     | Gaspar Noé               |               |